# Steve Lingenfelter
Steven Rodney "Steve" Lingenfelter  (nacido el 10 de junio de 1958 en Eau Claire, Wisconsin) es un exjugador de baloncesto estadounidense que jugó dos temporadas en la NBA, además de hacerlo en la CBA, en la liga italiana y en la liga francesa. Con 2,05 metros de estatura, jugaba en la posición de ala-pívot.

## Trayectoria deportiva

### Universidad
Jugó durante dos temporadas con los Golden Gophers de la Universidad de Minnesota, para ser posteriormente transferido a la Universidad Estatal de Dakota del Sur, promediando en total 21,4 puntos y 10,6 rebotes por partido.

### Profesional
Fue elegido en la cuadragésimo cuarta posición del Draft de la NBA de 1981 por Washington Bullets, donde no llegó a firmar contrato, marchándose a jugar al A.P.U. Udine de la Serie A2 italiana, donde jugó una temporada en la que promedió 11,5 puntos y 9,4 rebotes por partido. Los Bullets lo reclamaron al año siguiente, fichando como agente libre, pero solo jugó 7 partidos en los que promedió 1,1 puntos y 1,7 rebotes.
Continuó su carrera en los Wisconsin Flyers de la CBA, fichando por San Antonio Spurs en febrero de 1984, disputando 3 partidos, anotando dos puntos en total. Regresaría a Italia, donde jugaría 3 temporadas en el Basket Mestre y una más en el Aurora Desio, promediando más de 15 puntos y 10 rebotes en ellas. Acabó su carrera jugando una temporada en el Pau-Orthez de la liga francesa.

## Estadísticas de su carrera en la NBA

### Temporada regular
| Temporada | Edad | Equipo             | Liga | P  | TIT | MIN | TC  | TCA | %TC   | 3P  | 3PA | %3P | TL  | TLA | %TL  | R.OF. | R.DEF. | REB | ASIS | ROB | TAP | PER | FP  | PTS |
| 1982-83   | 24   | Washington Bullets | NBA  | 7  | 0   | 7.6 | 0.6 | 0.9 | .667  | 0.0 | 0.0 |     | 0.0 | 0.6 | .000 | 0.1   | 1.6    | 1.7 | 0.6  | 0.1 | 0.4 | 0.7 | 2.3 | 1.1 |
| 1983-84   | 25   | San Antonio Spurs  | NBA  | 3  | 0   | 4.7 | 0.3 | 0.3 | 1.000 | 0.0 | 0.0 |     | 0.0 | 0.7 | .000 | 1.0   | 0.3    | 1.3 | 0.3  | 0.0 | 0.0 | 0.3 | 2.0 | 0.7 |
| Total     |      |                    | NBA  | 10 | 0   | 6.7 | 0.5 | 0.7 | .714  | 0.0 | 0.0 |     | 0.0 | 0.6 | .000 | 0.4   | 1.2    | 1.6 | 0.5  | 0.1 | 0.3 | 0.6 | 2.2 | 1.0 |